# 샹카라

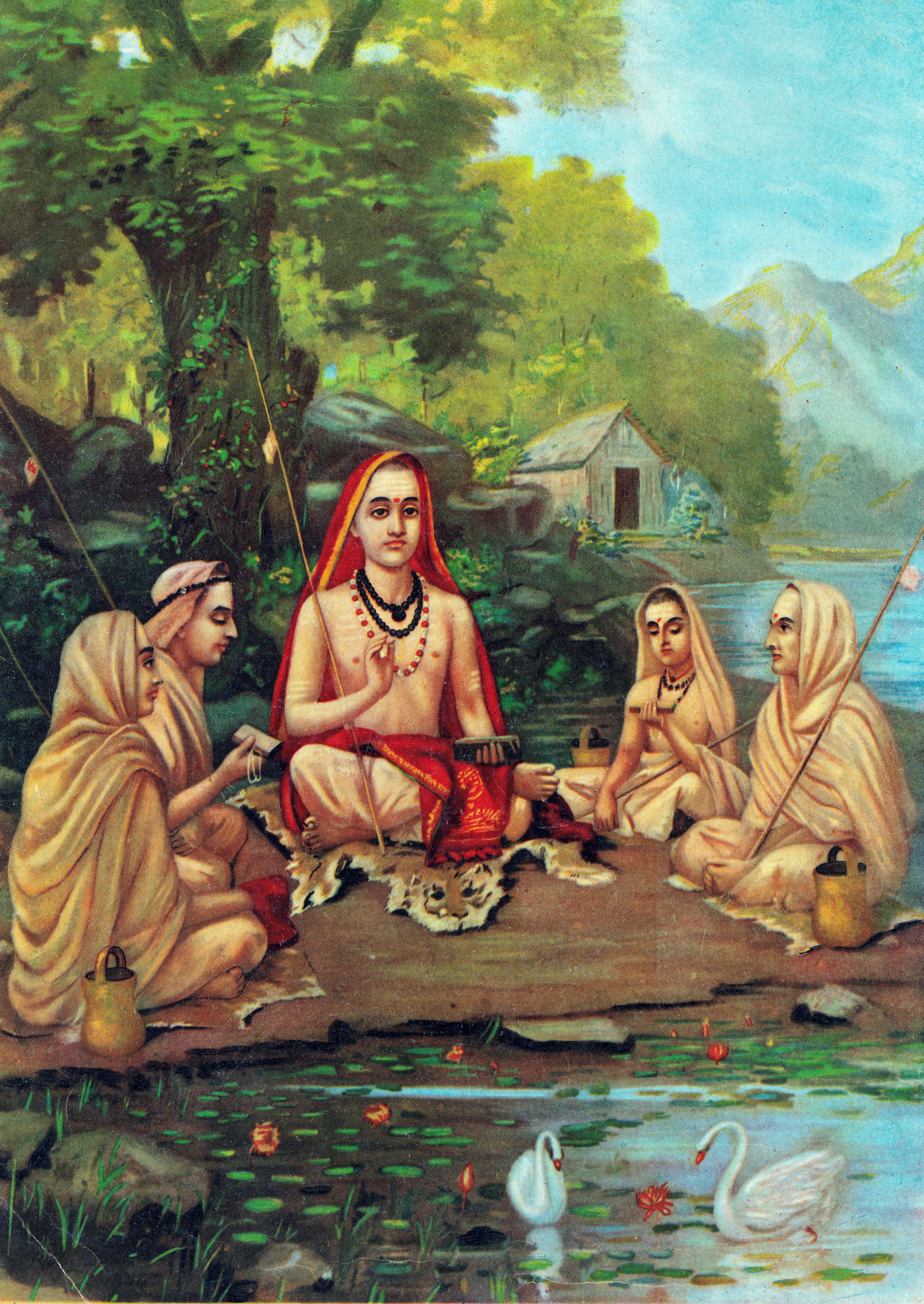
샹카라

샹카라는 8세기 인도의 철학자이다. 그는 남부 인도에서 출생하여 베다를 학습하고 유행자(遊行者)로서 여러 지방을 편력하면서 다양한 기적을 행하였다. 또한 승원을 건설하였으며 많은 저서를 저술하였고, 최후에 북부 인도에서 영면하였다고 한다.
그는 <브라흐마 수트라 주해(註解)>를 비롯한 책을 저술하였으나 불이일원론(不二一元論)을 주장하였다. 절대자 브라만은 여하한 한정도 허용하지 않는 절대무차별의 실재이며, 최고아(最高我)라고 주장한다. 개아(個我)는 그 본체에 있어서는 최고아와 동일한 것이다. 누구든지 아트만의 존재를 의식하고 있는데 그 아트만은 브라만임에 틀림이 없다. 그러나 브라만이 현실의 경험 세계에서 개별적인 다수의 개아로 나타나고 있는 것은 무명(無明) 때문이다. 그것은 각 개아(個我)를 자기중심적인 행동주체로 성립시키고 있는 선천적 원리(先天的 原理)이다. 그것은 순수지(純粹知)를 현혹하여 혼미시키는 작용이 있으며 윤회의 원인이 되고 있다. 현상계의 다양상(多樣相)·차별상(差別相)도 무명(無明)에 의하여 성립하고 있는 것이요, 승의(勝義)로서 존재하는 것은 아니다. 그것은 환상(마야)과 같은 것으로 거짓으로 나타나고 있는 허망한 것에 불과하다. 세계창조는 주재신에 의하여 성취된 것이지만, 주재신은 브라만이 무명(無明)의 제약을 받고 성립한 것에 불과하다. 이와 같은 무명(無明)은 유(有)나 무(無)로 규정하기 어려운 것으로서 브라만에 따라서 존립하고 있는 일종의 원리이다. 이 무명은 아트만의 본성을 직관하는 것으로서 소멸한다. 개아(個我)가 사실은 최고아(最高我)와 동일한 것이라는 것을 안다면 해탈 즉 일체의 고뇌를 소멸시키는 것이 된다. 완전한 해탈의 경지에 있어서 개아는 브라만과 합일하여 그 개별적인 존재를 잃는다.

## 같이 보기
- 비베카난다
- 우파니샤드

## 참고 문헌
- 이 문서에는 다음커뮤니케이션(현 카카오)에서 GFDL 또는 CC-SA 라이선스로 배포한 글로벌 세계대백과사전의 내용을 기초로 작성된 글이 포함되어 있습니다.